# Kento Masuda
Kento Masuda (増田 顕人, Kento Masuda) (Chiba, 29 juni 1973) is een Japans musicus en componist. Hij is lid van de National Academy of Recording Arts and Sciences, en zijn werk is wel beschreven als "een van de artistieke schatten van deze wereld". Als pianist bespeelt hij de Kawai en is hij de enige bespeler van de één miljoen euro kostende Crystal Grand Piano. Hij is maestro-componist voor het Vaticaan en voor de Verenigde Naties Peace International Initiative-ambassadeur.

## Kinderjaren
Kento Masuda begon met het bespelen van het keyboard toen hij vijf jaar oud was. Liever dan het spelen van standaard repertoires, componeerde hij graag eigen muziek. Masuda nam deel aan diverse muziekwedstrijden voor jong talent. Vanaf de leeftijd van 10 jaar won hij verschillende prijzen, onder andere tijdens de Junior Original Competition van de Yamaha Music Foundation.

### Vroege muzikale carrière
Vanaf 1990, toen hij 17 jaar oud was, werd Masuda professioneel muzikant voor Yamaha. Hij dirigeerde publieke voorstellingen, speelde klassieke en moderne composities op evenementen, in ceremoniële zalen en in de Yamaha shop op 5th Avenue in New York. Slechts een jaar later bracht Masuda zijn eerste album "Wheel of Fortune" uit. Tussen 1993 en 1995 woonde Masuda in New York, waar hij werkte in de sector van muziekproductie. Zijn successen op zo’n jonge leeftijd zorgden voor een goede basis voor een leven van optredens, compositie en muziekproductie.
In deze periode werkte Masuda ook aan verschillende muzikale projecten, onder andere radio-, game- en TV/CM muziekaanbiedingen in Tokio. Hij schreef al deze projecten zelf (zowel muziek als tekst) en hij zorgde ook voor het arrangement en de uitvoering. Op 19 juni 1998 produceerde Masuda zijn soloalbum MYOJYOW (een onconventionele transliteratie van 明星 (myōjō), het Japanse woord voor "Morning Star" of Venus). Vanaf dan gebruikte hij de alias "Kent Masuda". De mastering van de klank van "MYOJYOW" gebeurde door Bobby Hata. Op 26 oktober 1999 bracht Masuda "MEMORIES" uit. Beide albums werden in de VS uitgebracht. Masuda kreeg op die manier positieve feedback van grote bedrijven zoals het management van Steve Vai en de Sepetys Entertainment Group in Santa Monica. CEO Ruta Sepetys (eveneens muziekproducent) stelde voor dat Masuda met opnameartiest Steve Vai zou samenwerken. Masuda koos er echter voor om soloartiest te blijven.

### 2000-2009
In 2000 begon Masuda met zijn eigen muziekuitgeverij en label Kent on Music, Inc. (ASCAP). Daarnaast opende hij de productie- en opnamestudio "Externalnet" in Tokio. Het op 26 augustus 2003 uitgebrachte zesde album HANDS werd gemixt door producer Tadashi Namba en de mastering gebeurde door Bobby Hata in Los Angeles. Op de eerste uitgave van het album gebruikte Masuda de alias "KENT". Het album werd voorgesteld op het MIDEM-festival in Cannes, Frankrijk. Zo kwam het op de Europese markt terecht en het werd opgemerkt bij het Duitse publiek. Masuda werd geïnterviewd door Klassik Radio Hamburg. De sponsor van het programma Ruth Atta van Galerie ATTA toonde samen met kunstenares Delphine Charat (zij schilderde een portret van Masuda) de verbinding tussen muziek, schilderkunst en het meesterwerk.
In 2005 tekende Masuda bij JPMC Records, een Zwitsers label dat zich vestigde in New York en hij werd lid van ASCAP. Sindsdien gebruikt hij geen aliassen meer en gebruikt hij enkel de naam "Kento Masuda". Op 13 juni 2006 bracht hij zijn zevende album GlobeSounds uit. Het album werd gemixt door de voor een Grammy genomineerde producer Charles Eller en door Lane Gibson. De audiomastering van "GlobeSounds" gebeurde door Bobby Hata. Tijdens de opnames van "GlobeSounds" bezocht ambassadrice Madeleine M. Kunin de studio van Charles Eller in Charlotte, Vermont.
In 2007 kende Masudas muziek succes op Myspace en Last.FM. Daarnaast werden zijn nummers ook gespeeld op radiozenders over heel de wereld. Zijn catalogus met composities en opnames kreeg speciale aandacht op MTV, in NME Magazine, en bij BBC Music. In 2009 creëerde Masuda verschillende muziekvideo’s: "So We Are", "Shine On", de documentaire "Down to Earth" over zijn album "GlobeSounds" en ten slotte "Musical Notation and Concrete Poetry" (met schrijfster Diana Macs en de Portugese dichter Luís Adriano Carlos).

### 2010-2019

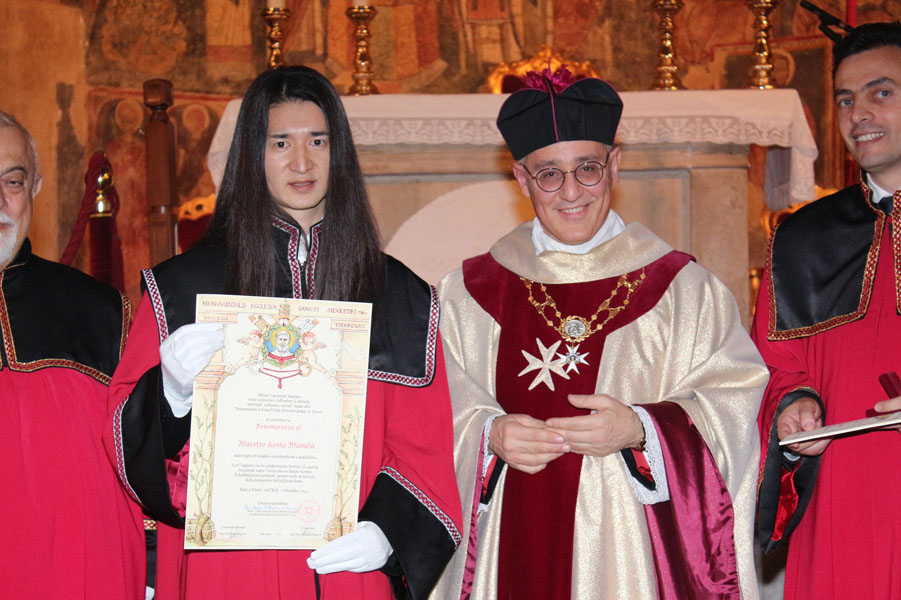
Kento Masuda met Monseigneur Luigi Francesco Can. Casolini di Sersale

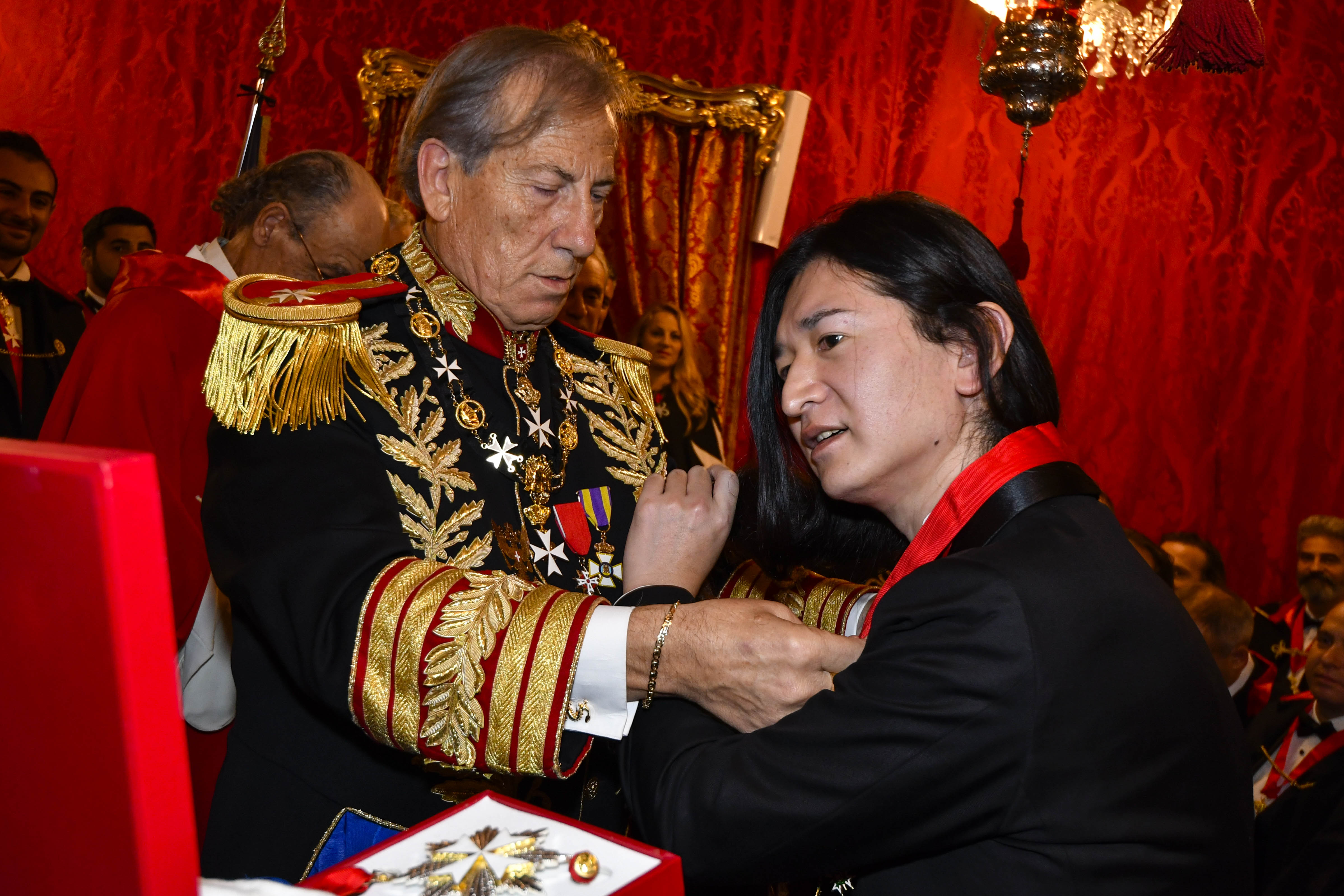
Kento Masuda met S.A.S. Prins Don Basilio Cali Rurikovich

Op 11 september 2010 werd Light Speed+ uitgebracht. Dit was het achtste album door Masuda. Daarnaast presenteerde hij ook zijn unieke stijl met een synthese album. Nadien kreeg Masuda een vermelding voor het nummer "Tree" (van het album "GlobeSounds") in de categorie instrumentale muziek tijdens de "International Songwriting Competition". In 2012 kreeg het nummer opnieuw een vermelding in dezelfde categorie.
In 2011 componeerde Masuda muziek voor de Femme Autumn Winter 2011-2012 Paris Fashion Week modeshow van de beroemde ontwerper Yohji Yamamoto. De show werd begeleid met de nummers "Hands" en "Little Tokyo Poetry".
Masuda en Yamamoto werkten daarna samen aan de korte muziekfilm "Godsend Rondo" die geregisseerd werd door Tomo Oya in Hokkaido. Voor deze film kleedde Masudo zich in Yamamoto’s Ready-to-wear collectie. De film werd al meer dan 100.000 keer bekeken op YouTube en viel meerdere keren in de prijzen.
Het uitbrengen van Masudas eerste piano soloalbum en pianoboek "All in the Silence" werd gevolgd door twee liveoptredens "Force in the Silence" en "Force in the Silence 2" in de Musicasa Acoustic Concert Hall in Tokio, Japan. Deze optredens benadrukten klassieke stukken die zijn carrière belichtten, met thema’s die raken aan de vele gevoelens van het leven en de onuitgesproken, maar gedeelde gedachten die de grenzen overstijgen.
Op 16 april 2014 bracht Kento Masuda zijn tiende album Loved One uit. Hij produceerde dit album samen met Gary Vandy, een bekroonde producer uit Miami."Loved One" werd opgenomen in Studio Center in Miami, waar opnames gemaakt werden die samen bekroond werden met 8 Grammy awards en meerdere platina albums. Muzikanten Paul Messina (Flashpoint) en Kevin Marcus Sylvester (Black Violin) werkten mee aan "Loved One" en er werd gebruik gemaakt van HQCD voor een superieure geluidskwaliteit.

Op 14 november 2014 werkte Masuda samen met de Japanse singer/songwriter Hiroko Tsuji, de Italiaanse harpspeler Fabius Constable (Celtic Harp Orchestra), de sopraan Donatella Bortone, and de Libanese en Arabische luitist Ghazi Makhoul,voor het dynamische en multiculturele concert "5 ELEMENTS LIVE" in CASA DEI DIRITTI in Milaan. Op deze unieke muzikale avond warden de geluiden en stemmen van het oosten en het westen samengebracht. Producenten Masuda en Constable deelden hun visie dat muziek zowel absoluut als levensbevestigend is.
Op 6 december 2014 gaf Masuda een optreden op de "Associazione dei Cavalieri di San Silvestro" viering van de Monumentalis Ecclesiae Sancti Silvestri Societas in Tivoli, Italië.
Op 8 februari 2015 woonde Kento Masuda de 57ste editie bij van de prestigieuze Grammy Awards Ceremony in Los Angeles. Kento had vier officieel ingediende nummers uit zijn laatste album "Loved One", geproduceerd door Kento en Gary Vandy. 2015 was ook op andere vlakken een belangrijk jaar voor Kento. Zo werd hij genomineerd voor de Hollywood Music in Media Awards voor zijn compositie "Tree" uit 2002, een klassiek nummer uit Kento's repertoire. Hij ontving ook internationale erkenning op de Global Music Awards en werd bekroond als winnaar met een zilveren medaille voor "Addicted" (met Paul Messina) Dit nummer is te vinden op zijn laatste album "Loved One" (2014).

Op 5 juli 2017 ontving Keno Masuda een "Music, Performance & Humanitarian" Award van het Artisan World Festival Peace International Initiative. De prijs werd uitgereikt door de H.R.H. Princess Angelique Monet van The United Nations (World Peace & Tolerance Summit & Concert) Hamptons in het gebouw van de United Nations in New York. Masuda werd geselecteerd vanwege zijn voortdurend engagement voor de uitvoerende kunsten en zijn inzet voor humanitaire projecten die culturele diversiteit, cultureel behoud en wereldvrede promoten en voor zijn innovatieve bijdrage aan de muziekwereld. Deze groep maakt deel uit van New Generation In Action. Dit is een organisatie die gesteund wordt door de UN met "Special Consultative Status" bij de UN voor economische en sociale ontwikkeling.
In 2018 componeerde Kento Masuda een klassiek marsstuk dat een keizerlijke hoogheid hem smeekte om ter ere te schrijven. Wat haar unieke evenement betreft, heeft Masuda ook de titel van graaf uit de Orde van de Rurik-dynastie ontvangen in 2016.
Masuda woonde de 61e jaarlijkse Grammy Awards bij met de Zweedse popster Elsa Andrén op 10 februari 2019.
Op 11 mei trad Kento Masuda op tijdens het galaconcert van Knights of St. Sylvester in St. Regis Rome Grand Hotel. Masuda voert ook zijn signature-model uit van KAWAI Piano CR-1M. Deze zeldzame piano is beperkt tot vijf stukken en € 1 miljoen waarde per stuk.

### 2020-
Op 21 december 2021 bracht Kento Masuda zijn 11e album KENTOVERSE uit, geproduceerd door Masuda en meervoudig bekroonde producer Gary Vandy. Het maakt gebruik van het FLAC zoals een 24-bits 96kHz-proces voor superieure geluidskwaliteit. Elke compositie brengt emoties over in een ingewikkelde mix van noten, een matrix van ritme en tonen. De mijlpalen van dit album zijn onder meer de compositieopdracht van het vrijmetselaarsthema van de Grote Architect van het Universum tot een koninklijke mars voor het Huis van Rurikovich, waar Masuda ook de titel van graaf heeft gekregen. Waar stilte de ziel van alles is, waar de hemel het hart binnengaat en het universum wordt, waar tijd niet meer bestaat, waar het moment de eeuwigheid is. Er zijn momenten die ons leven markeren, momenten waarop de tijd in twee delen wordt verdeeld: ervoor en erna.
Op 25 december 2022 accepteerde Masuda een uitnodiging om te spreken tijdens de openingsceremonie van de nieuwe openbare instellingen van Katori City, Japan. Hij gaf een bijzondere uitvoering, een solo pianoconcert. In de ochtend, na de openingsceremonie, sprak Masuda de leden van het Japanse Huis van Afgevaardigden toe. Overdag vermaakte hij het publiek een uur lang met een selectie van zijn pianocomposities.
Naast andere samenwerkingen en muziekoptredens is Kento Masuda een samenwerkingsverband aangegaan met de Europese Stichting ter Ondersteuning van Cultuur in Europa. Als onderdeel van deze samenwerking zal hij een reeks liveshows uitvoeren met composities van zijn nieuwste album, Kentoverse.

## Stijl en invloeden

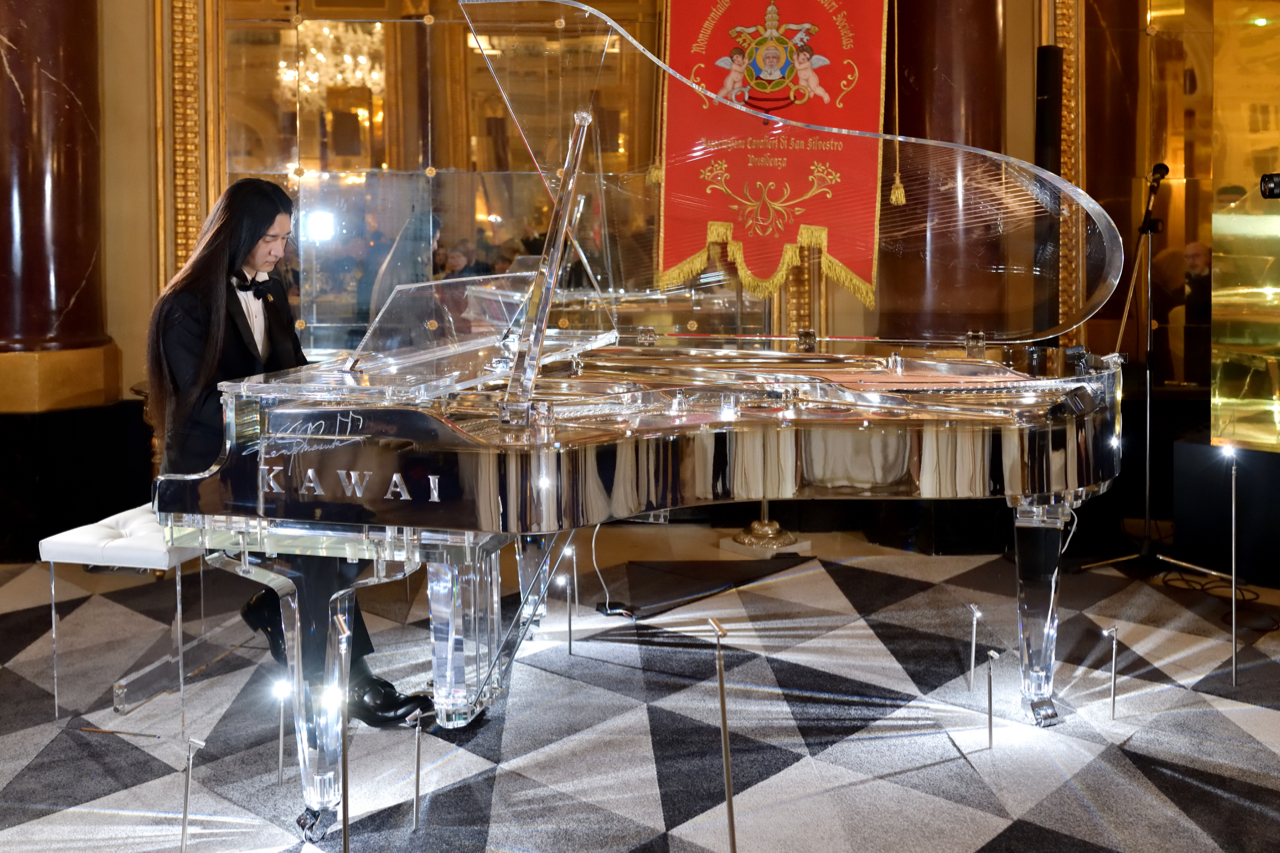
Kento Masuda voert zijn Signature Model Piano KAWAI CR-1M uit

Masudas stijl van componeren wordt gekenmerkt door ingewikkelde toetsenbordlijnen met duidelijke melodieën, diepe percussie grooves, en lagen van ritme en geluid die de luisteraar met elke noot in een heel nieuwe wereld trekken. In interviews vertelde Masuda dat hij geïnspireerd werd door Johann Sebastian Bach. Zijn muziektheorie heeft volgens Masuda een invloed op alles tot op de dag van vandaag. Daarnaast werd hij beïnvloed door Alan Menken, want de muziek van Disney films bezit zo veel magie en belooft altijd een goed einde.

## Eretitels
- 2014 Titel "Ridder" en "Maestro". Door Monsignor Luigi Casolini, uitgereikt aan de ridders van de orde van Silvesterorde.[29][46][47][48]
- 2016 Titel "Ridder". Geëerd door S.A.S. Prins Don Basilio Cali Rurikovich, toegekend aan de Orde van Ridders van Malta.[49][34]
- 2016 Titel "Riddercommandant". Geëerd door H.R. & I.H. Grootprins Jorge Rurikovich, toegekend aan de Orde van de Rurik-dynastie.[50][51][34]
- 2017 Titel "Commandeur". Door Michele Maria Biallo uitgereikt aan de Noble Order of Saint George of Rougemont (Confrèrie de Rougemont).[34]
- 2017 Geëerd door Artisan World Festival Peace International Initiative, toegekend aan de Music, Performance & Humanitarian Award.[34]
- 2018 Titel "Ridder". Door Don. Basilio Cali uitgereikt aan de Orde van de ridders Orde van Malta[49].
- 2018 Titel "Grootkruis". Door Braziliaanse overheid uitgereikt aan de Orde van verdienste van onderwijs en integratie.[34][41][52]
- 2019 Titel "Graaf". Door H.R. & I.H. Grand Prince Hans Máximo Cabrera Lochaber Rurikovich, uitgereikt aan de orde van de Ruriken.[53]
- 2019 Titel "Commandant". Geëerd door Sovereign Heraldic Institution, toegekend aan de Braziliaanse heraldiek Universal Peace Order.[54][34]
- 2020 Gouden medaille door het Humanistisch Instituut van de Nationale Raad in Parijs, Frankrijk.[34]
- 2020 Geëerd door de Wereldorganisatie voor mensenrechten (aangesloten bij de Verenigde Naties), toegekend aan het certificaat van waardering.[34]
- 2022 Titel Ghanese "Noble Knight" Oheneb Nana Kame Obeng II, toegekend aan het Koninklijk Huis van Sefvi Obeng-Mim.[34]

## Discografie

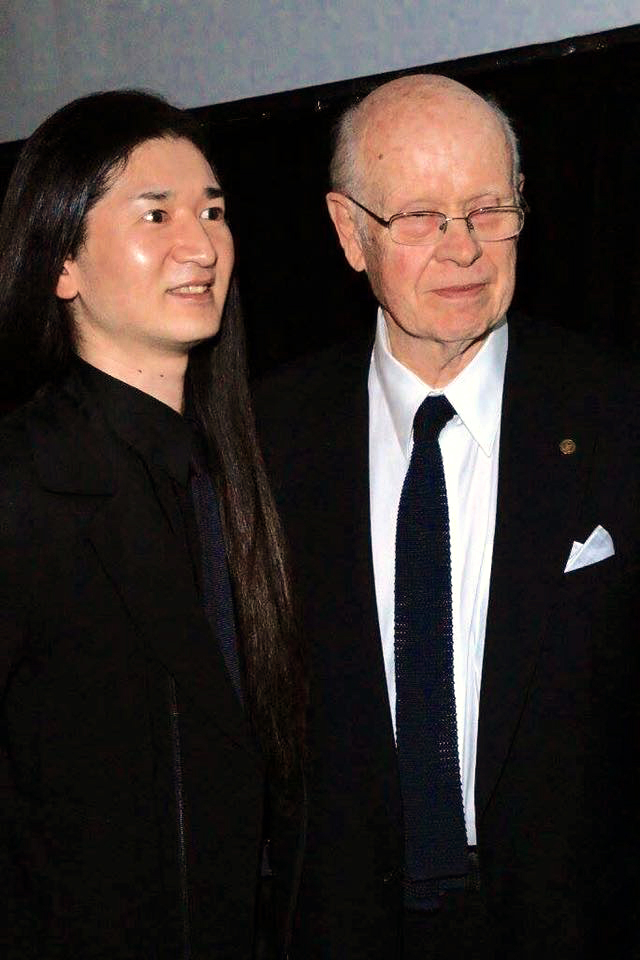
Kento Masuda met Claes Nobel

### Studioalbums
| Titel              | Datum van uitgave |
| ------------------ | ----------------- |
| Wheel of Fortune   | 24 december 1992  |
| Fouren             | 14 februari 1995  |
| MYOJYOW            | 19 juni 1998      |
| MEMORIES           | 26 oktober 1999   |
| Music Magic        | 18 oktober 2000   |
| HANDS              | 26 augustus 2003  |
| GlobeSounds        | 13 juni 2006      |
| Light Speed+       | 11 september 2010 |
| All in the Silence | 26 september 2012 |
| Loved One          | 16 april 2014     |
| KENTOVERSE         | 21 december 2021  |

### Muziekfilm
| Titel         | Datum van uitgave |
| ------------- | ----------------- |
| Godsend Rondo | 11 november 2011  |

### Pianoboek
| Titel                     | Datum van uitgave |
| ------------------------- | ----------------- |
| Hands : solo piano (2003) | 2003              |
| All in the Silence (2012) | 26 september 2012 |

## Prijzen en nominaties
| Jaar | Onderscheiding                         | Benoemd werk          | Categorie                             | Resultaat   |
| ---- | -------------------------------------- | --------------------- | ------------------------------------- | ----------- |
| 2010 | International Songwriting Competition  | "Tree"                | Instrumental                          | Gewonnen    |
| 2012 | International Songwriting Competition  | "Externalnet"         | Instrumental                          | Genomineerd |
| 2012 | International Songwriting Competition  | "Tree"                | Instrumental                          | Gewonnen    |
| 2013 | International Songwriting Competition  | "Tree"                | Instrumental                          | Genomineerd |
| 2014 | International Songwriting Competition  | "Oath Path"           | Instrumental                          | Gewonnen    |
| 2014 | International Songwriting Competition  | "Addicted"            | Instrumental                          | Genomineerd |
| 2014 | International Songwriting Competition  | "Tree"                | Instrumental                          | Genomineerd |
| 2015 | Hollywood Music in Media Awards        | "Tree"                | World                                 | Genomineerd |
| 2015 | Global Music Awards                    | "Addicted"            | Composition                           | Gewonnen    |
| 2015 | Global Music Awards                    | "Loved One"           | Album                                 | Gewonnen    |
| 2016 | Akademia Music Awards                  | "Loved One"           | Instrumental                          | Gewonnen    |
| 2016 | American Songwriting Awards            | "Oath Path"           | Instrumental                          | Genomineerd |
| 2016 | American Songwriting Awards            | "Tree"                | World                                 | Genomineerd |
| 2016 | Hollywood Music in Media Awards        | "Addicted"            | Jazz                                  | Genomineerd |
| 2017 | Accolade Global Film Competition       | "Godsend Rondo"       | Arts / Cultural / Performance / Plays | Gewonnen    |
| 2017 | Best Shorts Competition                | "Godsend Rondo"       | Arts / Cultural / Performance / Plays | Gewonnen    |
| 2017 | Los Angeles Film Awards                | "Godsend Rondo"       | Music Video                           | Gewonnen    |
| 2017 | Festigious International Film Festival | "Godsend Rondo"       | Music Video                           | Gewonnen    |
| 2017 | Top Shorts Film Festival               | "Godsend Rondo"       | Music Video                           | Gewonnen    |
| 2017 | New York Film Awards                   | "Godsend Rondo"       | Music Video                           | Gewonnen    |
| 2017 | Hollywood Music in Media Awards        | "Little Tokyo Poetry" | Instrumental                          | Genomineerd |
| 2017 | Actors Awards Los Angeles              | "Godsend Rondo"       | Music Video                           | Gewonnen    |
| 2022 | Song of the Year                       | “Addicted"            | Instrumental                          | Gewonnen    |

## Priveleven
Kento Masuda is getrouwd met Ana Alina Masuda. Hun officiële huwelijk vond plaats op 28 oktober 2022 in Japan. Het evenement werd georganiseerd door de heer Seiichi Sugasawa, de oom van Kento Masuda en eigenaar van Marumiya. De huwelijksceremonie zal plaatsvinden op kerstavond 2023 in de St. Francis Church in Chiba, en de receptie zal plaatsvinden in het Nikko Narita Hotel, gelegen nabij Narita International Airport (NRT).
Het liefdesverhaal van Kento Masuda en Ana Alina Masuda begon in de herfst van 2020. Kento Masuda, die terugblikte op hun eerste ontmoeting, beschreef het als "een ontmoeting van zielen die naar elkaar op zoek waren en lang wachtten". Hun verbinding is, zoals hij verduidelijkte, geworteld in “verwantschap en empathie die wordt gevoeld door de dunne draden van de ziel”.
Hun verhaal heeft extra betekenis gekregen tijdens de wereldwijde COVID-19-pandemie, waarbij het stel hun relatie omschreef als ‘een virtueel leven samen dat de geografische afstand tussen Japan en Europa overschreed’. Toen de internationale grenzen weer open gingen, nam Ana Alina Masuda de eerste internationale vlucht van Europa naar Japan. Slechts zes dagen na haar aankomst in Japan legde het echtpaar geloften af, waarmee ze hun diepe verbondenheid met elkaar herbevestigden.
In overeenstemming met de Italiaanse nationale wetgeving ontving Ana Alina Masuda de titel van Hare Hoogheid Gravin Ana Alina Masuda toen ze een internationaal huwelijk aanging met Kento Masuda in Japan.